# Álvar Núñez Cabeza de Vaca
Pour les homonymes, voir Núñez. Pour le film, voir Cabeza de Vaca (film).
Álvar Núñez Cabeza de Vaca, [Tête de Vache] couramment appelé Cabeza  dans le langage courant, né vers 1488 à Jerez de la Frontera et mort vers 1559 à Séville, est un explorateur espagnol du continent américain.
Officier dans l'expédition de Pánfilo de Narváez, il explore l'actuel Texas, l'ouest et le centre du Mexique en marchant durant près de huit ans entre la région où se trouve actuellement la ville américaine de Galveston et celle de Mexico.

## Biographie

### Jeunesse
Issu d'une famille noble, il est le fils de Francisco de Vera, un explorateur natif de Grande Canarie.

### Première expédition
Sa première expédition vers les Indes se déroule dans ce qui deviendra le sud des États-Unis et le nord du Mexique. Enrôlé comme trésorier dans l'expédition de Pánfilo de Narváez en Floride (1527), il est l'un des quatre survivants, avec Alonso del Castillo Maldonado, Andrés Dorantes de Carranza et Estevanico qui, durant huit ans, vivent parmi les Indiens en exerçant du commerce et du reboutage. Après un long voyage vers l'ouest, ils reprennent contact avec les Espagnols à Sinaloa (Mexique) en 1536. Durant ce voyage, il réunit les premières observations ethnographiques sur les peuples indigènes du golfe du Mexique. À son retour en Espagne en 1537, il en écrit un rapport au roi Charles Quint, lequel est publié en 1542 sous le titre de La Relación (La Relation de voyage), plus tard appelé Naufragios (Naufrages).

### Seconde expédition
Désireux de reprendre l'effort de colonisation de la Floride, mais cette fois-ci en tant que chef de l'expédition, Cabeza de Vaca apprend que ce poste a été attribué à Hernando de Soto, et se voit confier le gouvernement du Río de la Plata en Amérique du sud. Afin de le pérenniser, il entame en 1540 son second voyage au nouveau monde. Il découvre les chutes de l'Iguazú, explore le cours du fleuve Paraguay et soumet quelques tribus indigènes. Il entre rapidement en conflit avec les colons espagnols établis auparavant qui, menés par Domingo Martínez de Irala, rejettent l'autorité du gouverneur et ses projets d'organiser la colonisation du territoire en oubliant de conquérir les chimériques trésors contés par les légendes locales.

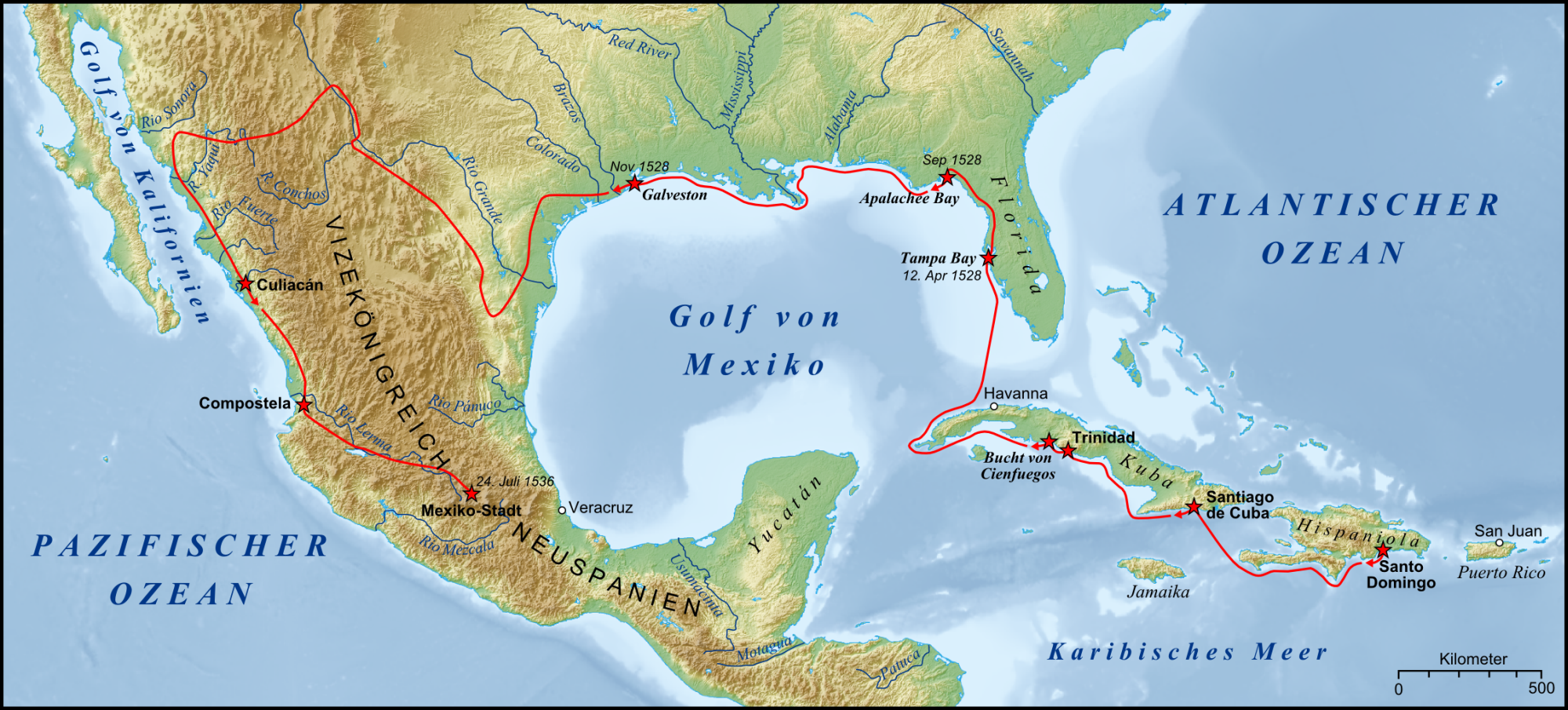
Expédition Cabeza de Vaca

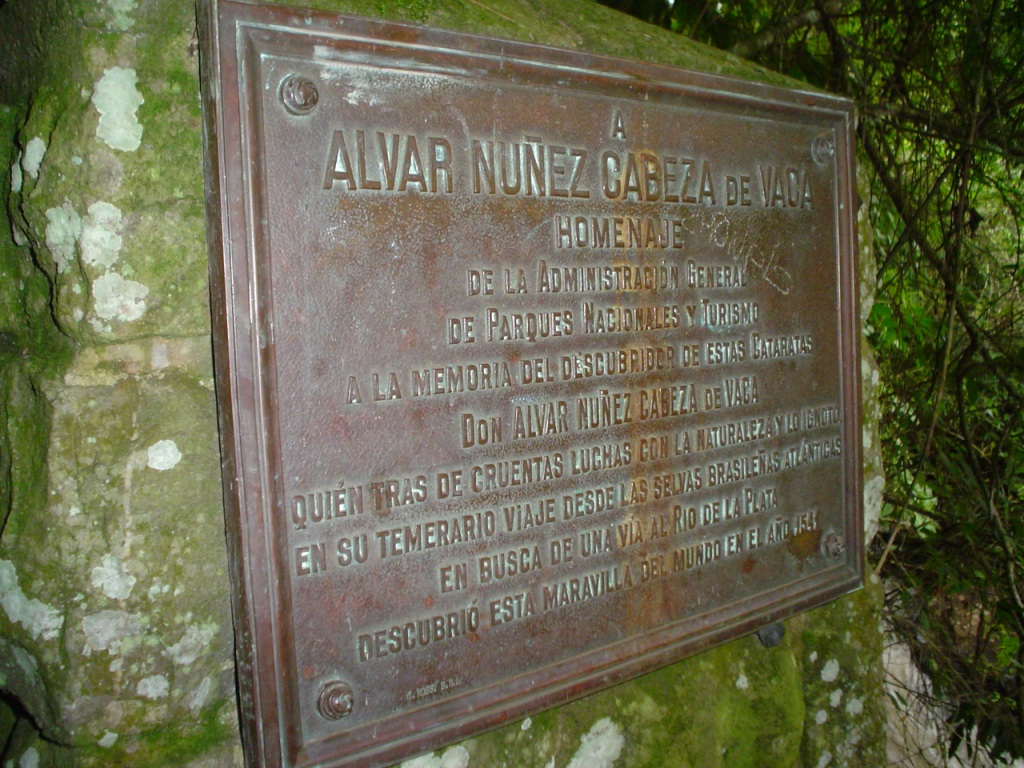
Plaque commémorative à son nom à Iguazu

### Retour en Espagne et procès
Les rebelles se soulèvent en 1544 (rébellion des comuneros) et renvoient Cabeza de Vaca en Espagne, accusé d'abus de pouvoir à la suite de la répression des dissidents, comme l'incendie d'Asuncion en 1543. Il arrive à Séville le 2 septembre 1545 ; il est envoyé en prison à Madrid, puis assigné à domicile pendant six ans. Le Conseil des Indes l'envoie en exil à Oran après son jugement, rendu le 18 mars 1551. Il est gracié huit ans plus tard et vient s'établir à Séville en tant que juge. Il est coutume de dire de lui qu'il est né dans l'aisance et il est mort dans le dénuement.

## Œuvres
- Naufrages, 1542

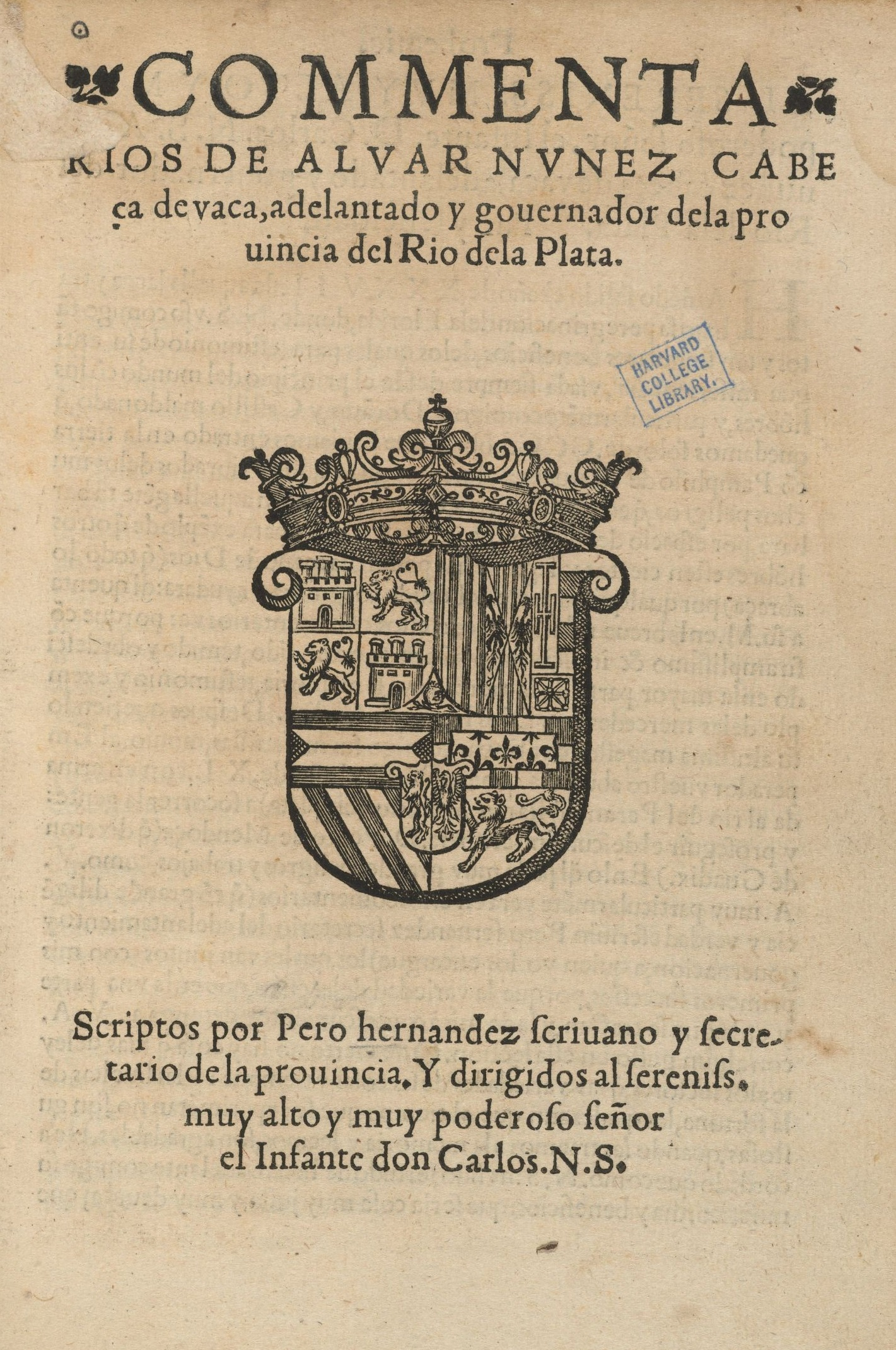
Commenta Rios de Alvar Nunez Cabeca de Vaca, 1555 edition

- Commentaires sur son voyage au Brésil (sur Googlebooks)
- Relation de voyage (1527-1537) : rapports au roi Charles Quint.

## Adaptation
En 1991, le réalisateur mexicain Nicolás Echevarría tourne Cabeza de Vaca, un film inspiré de la vie de l'explorateur.